# 카타르 올림픽 위원회
카타르 올림픽 위원회(아랍어: اللجنة الأولمبية القطرية, 영어: Qatar Olympic Committee)는 카타르를 대표하는 국가 올림픽 위원회이다. IOC 코드는 QAT이다. 본부는 도하에 있으며 아시아 올림픽 평의회에 소속되어 있다.
1979년에 설립했으며 1980년에 국제 올림픽 위원회의 승인을 받았다. 올림픽, 아시안 게임을 비롯한 국제 스포츠 대회에 참가하는 카타르의 선수들을 대표한다.

## 같이 보기
- 올림픽 카타르 선수단